# Wataru Yazawa
Wataru Yazawa (矢澤 航, Yazawa Wataru, né le 2 juillet 1991 à Yokohama) est un athlète japonais, spécialiste du 110 mètres haies.

## Biographie
Son meilleur temps est de 13 s 59, obtenu à Tokyo le 9 juin 2013. Il a été demi-finaliste aux Championnats du monde junior de 2008 à Bydgoszcz en 13 s 67 (haies de 99 cm) et finaliste à ceux de Moncton en 2010. Il remporte la médaille de bronze lors des Championnats d'Asie de 2013 à Pune.
Le 5 juin 2016, profitant d'un vent favorable de 1,4 m/s, il porte son record personnel à 13 s 47 à Tottori, ce qui lui donne le minima pour les Jeux olympiques à Rio.
Lors des Championnats d'Asie 2017, il termine dernier de la finale à Bhubaneswar.

### Palmarès
| Date | Compétition                   | Lieu        | Résultat | Performance |
| ---- | ----------------------------- | ----------- | -------- | ----------- |
| 2010 | Championnats du monde juniors | Moncton     | 7e       | 13 s 88     |
| 2013 | Championnats d'Asie           | Pune        | 3e       | 13 s 88     |
| 2017 | Championnats d'Asie           | Bhubaneswar | 8e       | 14 s 07     |

### Records
| Épreuve          | Performance | Lieu  | Date        |
| ---------------- | ----------- | ----- | ----------- |
| 110 mètres haies | 13 s 59     | Tokyo | 9 juin 2013 |